# Абсорбційне очищення газу
Абсорбці́йне очи́щення га́зу — видаляння з допомогою рідких абсорбентів домішок H2S, CO2, органічних сполук сірки та ін. з природного і нафтового газів (газових сумішей). Здійснюється в основному на газопереробних заводах з метою запобігання забруднення повітряного басейну (в районах з промисловими та іншими об'єктами, що переробляють або споживають газ), захисту газотранспортних систем від корозії, виділення домішок як сировини для отримання сірки, меркаптанів.
Типова схема абсорбційного очищення газу містить безперервну циркуляцію абсорбенту між апаратом, в якому відбувається очищення газу, та регенератором, де відновлюється поглинальна здатність розчину.